# Велошоссейный кубок Италии
Велошоссейный кубок Италии или официально Велосипедный Кубок (итал. Ciclismo Cup) — сезонный турнир из самостоятельных итальянских шоссейных велогонок проводящийся с 2007 года.

## История
Соревнование было создано в 2007 году под официальным названием Coppa Italia — Campionato Italiano Squadre и организовано компанией Lega del Ciclismo Professionistico. Он во многом похож на аналогичный турнир во Франции. В нём могут принимать участие гонщики любой национальности выступающие за все итальянские команды, команды с итальянской лицензией в UCI или с большинством итальянских гонщиков в своём составе. Иностранные команды, которые не соответствуют указанным выше параметрам, имеют право зарегистрироваться в Кубке за дополнительную плату.
В календарь Кубка входят итальянские однодневные и многодневные гонки одновременно входящие в календарь UCI Europe Tour и имеющие категорию .HC или .1. Это позволяет выступать на всех гонках командам категории WorldTeam, проконтинентальным и континентальным командам. Количество гонок может меняться каждый год. С 2016 года Кубок также включает в себя индивидуальную и групповую гонки Чемпионата Италии.
В 2017 году организатором становится компания PMG Sport, а название меняется на Ciclismo Cup. Все гонки транслируются на каналах Rai Sport и Bike Channel, а также распространяются по всему миру по телевизионным каналам и в Интернете.
По итогам сезона разыгрывается три классификации — индивидуальная, молодёжная (до 25 лет) и командная. Победитель каждой определяется по наибольшей сумме набранных очков.
Команда победившая в командном зачёте получает право разместить небольшой триколорный щит на своей форме в следующем сезоне, а также приглашение для участия в Джиро д'Италия следующего года. Если победу одержала команда уже получившая право выступить на Джиро, то приглашение переходит ко второй команде в рейтинга. Третья и последующие команды не могут претендовать на участие в Джиро на основе данной классификации.

### Гонки
В разные годы в календарь Кубка входили следующие гонки: 
- Джиро дель Трентино / Тур Альп
- Гран-при Берега Этрусков
- Гран-при Бруно Бегелли
- Гран-при Индустрия и Артиджанато ди Ларчано
- Трофео Лайгуэлья
- Страде Бьянке
- Джиро ди Тоскана
- Джиро дель Аппеннино
- Джиро дель Пьемонте / Гран Пьемонте
- Джиро дель Эмилия
- Кубок Бернокки
- Кубок Сабатини
- Кубок Уго Агостони
- Милан — Турин
- Международная неделя Коппи и Бартали
- Мемориал Марко Пантани
- Тре Валли Варезине
- Трофео Маттеотти
- Чемпионат Италии по шоссейному велоспорту

## Регламент

### Индивидуальная классификация
Данный зачёт рассчитывается по сумме очков набранных в результате начисления за итоговые места на гонке, этапе и чемпионате Италии. В случае если места, дающие право на очки, заняты не итальянскими гонщиками из иностранных команд не участвующими в Кубке то их очки не «передаются» следующему за ним гонщику. Если два и больше гонщиками имеют равные очки, то выше будет классифицироваться спортсмен занявший больше первых мест, затем вторых мест и так далее. В случае дальнейшего паритета, учитываются результаты последней гонки. Итоговое ранжирование происходит по уменьшению набранных очков.
Очки начисляются в зависимости от категории гонки согласно следующим таблицам:
| Гонка / Место | 1   | 2  | 3  | 4  | 5  | 6  | 7  | 8  | 9  | 10 | 11 | 12 | 13 | 14 | 15 | 16 | 17 | 18 | 19 | 20 |
| 2.HC          | 100 | 80 | 70 | 60 | 51 | 45 | 39 | 32 | 28 | 24 | 20 | 18 | 16 | 14 | 12 | 10 | 8  | 6  | 4  | 2  |
| 2.1           | 70  | 56 | 49 | 42 | 36 | 31 | 27 | 22 | 20 | 17 | 14 | 13 | 11 | 10 | 8  | 7  | 6  | 4  | 3  | 2  |
| 1.HC          | 60  | 50 | 44 | 38 | 32 | 28 | 24 | 20 | 18 | 15 | 8  | 8  | 8  | 8  | 8  | 2  | 2  | 2  | 1  | 1  |
| 1.1           | 40  | 32 | 28 | 24 | 21 | 18 | 15 | 13 | 11 | 10 | 5  | 5  | 5  | 5  | 5  | 1  | 1  | 1  | 1  | 1  |

| Гонка / Место | 1  | 2 | 3 | 4 | 5 | 6 | 7 |
| этап HC       | 10 | 8 | 5 | 4 | 3 | 2 | 1 |
| этап 2.1      | 7  | 6 | 5 | 4 | 3 | 2 | 1 |

| Гонка / Место        | 1   | 2  | 3  |
| групповая гонка      | 100 | 80 | 70 |
| индивидуальная гонка | 20  | 15 | 10 |

### Молодёжная классификация
В данном зачёте участвуют гонщики до 25 лет. Подсчёт очков повторяет индивидуальную классификацию.

### Командная классификация
По итогам каждой гонки суммируются места трёх лучших гонщиков каждой команды. Итоговое ранжирование команд происходит по возрастанию суммы мест. Если у двух и более команд сумма оказывается равной выше выше располагается команда чей гонщик занял более высокое место на гонке. Команды у которых финишировало менее трёх гонщиков не классифицируются. Очки получают 20 лучших команд согласно следующей таблицы:
| Гонка / Место | 1   | 2  | 3  | 4  | 5  | 6  | 7  | 8  | 9  | 10 | 11 | 12 | 13 | 14 | 15 | 16 | 17 | 18 | 19 | 20 |
| 2.HC          | 100 | 95 | 90 | 85 | 80 | 75 | 70 | 65 | 60 | 55 | 50 | 45 | 40 | 35 | 30 | 25 | 20 | 15 | 10 | 5  |
| 2.1           | 80  | 76 | 72 | 68 | 64 | 60 | 56 | 52 | 48 | 44 | 40 | 36 | 32 | 28 | 24 | 20 | 16 | 12 | 8  | 4  |
| 1.HC          | 40  | 38 | 36 | 34 | 32 | 30 | 28 | 26 | 24 | 22 | 20 | 18 | 16 | 14 | 12 | 10 | 8  | 6  | 4  | 2  |
| 1.1           | 20  | 19 | 18 | 17 | 16 | 15 | 14 | 13 | 12 | 11 | 10 | 9  | 8  | 7  | 6  | 5  | 4  | 3  | 2  | 1  |

Команда, чей гонщик выиграл однодневную гонку получает двойные очки. Также команде начисляются дополнительно очки за следующие индивидуальные победы её участников:
- на этапе многодневной гонке
  - 25 — гонки категории .HC
  - 12 — гонки категории .1
- в итоговой классификации на многодневной гонке
  - 7 — за победу в генеральной классификации
  - 5 — за победу в очковой классификации
  - 3 — за победу в горной или молодёжной классификации
- на Чемпионате Италии
  - 40 — индивидуальная гонка
  - 20 — групповая гонка

## Призёры
| Год          | Победитель           | Второй            | Третий                | Молодой гонщик        | Лучшая команда                                  |
| Coppa Italia |                      |                   |                       |                       |                                                 |
| ------------ | -------------------- | ----------------- | --------------------- | --------------------- | ----------------------------------------------- |
| 2007         | Алессандро Бертолини |                   |                       | Константин Сивцов     | Tenax–Menikini                                  |
| 2008         | Данило Ди Лука       |                   |                       | Франческо Джанни      | Serramenti PVC Diquigiovanni-Androni Giocattoli |
| 2009         | Джованни Висконти    |                   |                       | Мигель Анхель Рубиано | CSF Group-Navigare                              |
| 2010         |                      |                   |                       |                       | Androni Giocattoli-Serramenti PVC Diquigiovanni |
| 2011         |                      |                   |                       |                       | Androni Giocattoli                              |
| 2012         |                      |                   |                       |                       | Androni Giocattoli-Venezuela                    |
| 2013         | Диего Улисси         | Франко Пеллицотти | Мигель Анхель Рубиано | Диего Улисси          | Lampre-Merida                                   |
| 2014         | Сонни Кольбрелли     | Симоне Понци      | Мауро Финетто         | Сонни Кольбрелли      | Neri Sottoli                                    |
| 2015         | Сонни Кольбрелли     | Дамиано Кунего    | Симоне Понци          | Луис Мейнтджес        | Southeast Pro Cycling                           |
| 2016         | Сонни Кольбрелли     | Франческо Гавацци | Диего Улисси          | Джанни Москон         | Bardiani-CSF                                    |
| Ciclismo Cup |                      |                   |                       |                       |                                                 |
| 2017         | Диего Улисси         | Эган Берналь      | Марко Канола          | Эган Берналь          | Androni Giocattoli-Sidermec                     |
| 2018         | Доменико Поццовиво   | Давиде Баллерини  | Джулио Чикконе        | Давиде Баллерини      | Androni Giocattoli-Sidermec                     |
| 2019         |                      |                   |                       |                       |                                                 |